# Antonio Praena
Antonio Praena Segura (Purullena, Granada; 8 de junio de 1973) es un sacerdote, fraile dominico, teólogo y poeta español.
Estudió el bachillerato en Guadix. Profesó como dominico en 1994 y fue ordenado sacerdote en 2001. Se licenció en Teología Dogmática en la Universidad Pontificia de Salamanca y se doctoró en la Facultad de Teología San Vicente Ferrer de Valencia en 2015, en la que es profesor. También imparte clase en la Domuni Universitas y en el Instituto Superior de Ciencias Religiosas de Valencia (España).
Ha publicado sobre Teología y sobre la relación entre la espiritualidad y la creación artística contemporánea.

## Obra poética
En 2003 Praena publicó el poemario Humo Verde (Amarú, 2003), pero fue 2006 cuando se dio a conocer gracias al libro Poemas para mi hermana (RIALP, 2006), que ganó un accésit del premio Adonáis. A esta obra le siguieron Actos de amor (Premio Nacional de Poesía José Hierro, 2011), Yo he querido ser grúa muchas veces (Premio Tiflos, Visor, 2013), Historia de un alma (Premio Gil de Biedma, Visor, 2017). Con este último, también ganó el Premio Andalucía de la Crítica, y el Premio de la Crítica Valenciana en 2018. En 2020 su poemario Cuerpos de Cristo recibió el Premio Emilio Alarcos.
Ha participado en festivales, recitales y actos poéticos, como Poeta ante la cruz (Salamanca, 2021), Cosmopoética (Córdoba, España, 2019), el FIP de Granada, el Festival de Poesía de Atenas y Tesalónica, el Festival de Poesía de Pereira, o las Lecturas Literarias en recuerdo de Jorge Villalmanzo (Burgos, 2019).
En 2017 se publicó una antología de su obra poética traducida al italiano, Tra cielo e terra.
En abril de 2022, fue elegido como miembro correspondiente de la Academia de Buenas Letras de Granada por la provincia de Valencia.

## Premios y reconocimientos
Ha recibido numerosos reconocimientos por su obra poética, destacando:
- Accésit Premio Iberoamericano Víctor Jara 2003 por Humo Verde.[13]
- Accésit del premio Adonáis 2006, por Poemas para mi hermana.
- Premio Nacional de Poesía José Hierro, 2011, por Actos de amor.
- Premio Tiflos, Visor, 2013, por Yo he querido ser grúa muchas veces.
- Premio Gil de Biedma, Visor, 2017, por Historia de un alma.
- Premio Andalucía de la Crítica 2018, por Historia de un alma.
- Premio de la Crítica Valenciana 2018, por Historia de un alma.
- Premio Emilio Alarcos 2020, por Cuerpos de Cristo.
- Premio Internacional de Poesía Hermanos Argensola 2024, por La belleza del otro.[14]